# Реєнт Олександр Петрович
Олександр Петрович Реєнт (нар. 10 травня 1949, село Дяківці Літинського району Вінницької області) — український історик, доктор історичних наук, професор, член-кореспондент Національної академії наук України, заступник директора з наукової роботи, завідувач відділу історії України XIX — початку XX ст. Інституту історії України НАН України, голова Національної спілки краєзнавців України. Заслужений діяч науки й техніки України, лауреат премії НАН України ім. М. І. Костомарова, лауреат Державної премії України в галузі науки й техніки, лауреат премії ім. Дмитра Яворницького, член Національної спілки журналістів України.

## Біографія
Народився 10 травня 1949 року у селі Дяківці Літинського району Вінницької області.
1975 року з відзнакою закінчив Київський державний педагогічний інститут імені О. М. Горького.
1974—1977 рр. — провів на комсомольській роботі, очолював студентський будівельний загін «Славутич», що виконував роботи в Казахстані.
У 1977 році вступив до аспірантури Інституту історії Академії Наук УРСР.
З 1980 — молодший науковий співробітник Інституту історії АН УРСР.
У 1981  захистив кандидатську дисертації на тему «Робітничий клас радянської України на завершальному етапі громадянської війни (1920 р.)» (наук. кер. - акад. АН УРСР, член ВКП(б) М. І. Супруненко).
З травня 1984 — старший науковий співробітник відділу Великої Жовтневої соціалістичної революції та громадянської війни Інституту історії АН УРСР. Цього ж року вийшла і перша монографія «Рабочий класс советской Украины на завершающем этапе гражданской войны (1920)».
У 1990⁣—⁣1991 — проходив стажування в Москві.
У 1994 році в Інституті історії України НАН України відбувся захист докторської дисертації на тему «Робітники України в 1917—1920 рр.: соціально-політичні та економічні зміни».
У 1994 — призначений виконувачем обов'язків заступника директора Інституту історії України з наукової роботи. 10 липня 1996 Президія НАН України затвердила на цій посаді. З 1994 став заступником головного редактора «Українського історичного журналу».
У 1998 році надано вчене звання професора зі спеціальності «Історія України».
З 19 травня 1999 — завідувач відділу історії України XIX — початку XX ст. Інституту історії України НАН України.
З 2000 року член-кореспондент Національної академії наук України.
Олександр Петрович Реєнт — член Спеціалізованих вчених рад із захисту дисертацій Інституту історії України НАН України та Донецького національного університету, Голова Експертної ради ВАК України з історичних наук (1997—2001 рр.), член Державної атестаційної колегії Міністерства освіти та науки України (2004—2009), член президії ВАК України (2009–2011).
Член редакційних рад і редколегій наукових періодичних видань і збірників «Український історичний журнал», «Проблеми історії України XIX—поч. XX ст.», «Історичний журнал», «Ucrainica Polonica», «Історія України: маловідомі імена, події, факти», «Спеціальні історичні дисципліни: питання теорії та методики», «Український історичний збірник», кількох міждисциплінарних журналів.
Веде викладацьку і методологічну роботу. Ініціатор науково-методологічного проєкту «Україна Соборна» і голова однойменного збірника наукових статей.
З 1999 — почесний професор Ізмаїльського державного педагогічного університету, з 2005 року — завідувач кафедри загальної історії, методологій і методики навчання Університету Григорія Сковороди в Переяславі, з 2011 — почесний доктор Університету Григорія Сковороди в Переяславі та почесний професор Кам'янець-Подільського національного університету, систематично читає лекції в інших вишах.

### Громадська діяльність
Заступник голови, з вересня 2011 — виконувач обов'язків, а з 23 січня 2012 — голова Національної спілки краєзнавців України.
Голова Асоціації випускників Національного педагогічного університету ім. М. П. Драгоманова.

## Наукова діяльність
Автор понад 800 наукових публікацій, у тому числі близька 45 індивідуальних і колективних монографій, енциклопедично-довідкових видань, 15 підручників та посібників.
Велику наукову цінність мають його монографії та розвідки з історії України:
- Рабочий класс Советской Украины на завершающем этапе гражданской войны (1920 г.). — К., 1984;
- Бесстрашный бронепоезд. — Харьков, 1989 (у співавт.);
- Робітничий клас України. 1917—1920 рр. (Соціально-економічні зміни). — К., 1992;
- Робітництво України і Центральна Рада. — К., 1993;
- Більшовизм і українська революція 1917—1920 рр.: Спроба визначення характеру і динаміка соціальних процесів. — К., 1994;
- З'їзд поневолених народів (8–15 вересня 1917 р.) (21–28 вересня н. ст.). — К., 1994 (у співавт.);
- Україна на межі цивілізацій: Іст.-політол. розвідки. — К., 1995 (у співавт.)
- Українська революція і робітництво (Соціально-політичні та економічні зміни 1917—1920 рр.). — К., 1996;
- Українська національна ідея і християнство. — К., 1997 (у співавт.);
- Українське наукове товариство. 1907—1921 роки. — К., 1998 (у співавт.);
- Українські визвольні змагання (поч. XX ст. — 1921 рік). — К., 1999 (у співавт.);
- У робітнях історичної науки. — К., 1999;
- Нариси з історії української революції. — К., 2000;
- Павло Скоропадський. — К., 2003;[1]
- Україна в імперську добу (XIX — початок XX ст.). — К., 2003;
- Перша світова війна і Україна. — К., 2004 (у співавт.);
- Перечитуючи написане. — К., 2005;
- Україна соборна: Наук. розвідки і рец. (до 15-річчя незалежності України). — К., 2006;
- Промислове виробництво в містах і містечках Подільської губернії кінця XVIII — початку XX ст. — К., 2008 (у співавт.);
- Україна XIX-XX століть. Роздуми та студії історика. — Корсунь-Шевченківський, 2009;
- Сільське господарство України і світовий продовольчий ринок (1861—1914 рр.) / НАН України. Інститут історії України. — К., 2011 (у співавт.);
- Війна 1812 року: український контекст / НАН України. Інститут історії України. — К.: Інститут історії України, 2012 (у співавт.);
- Славетні битви на теренах України: від князівської доби до початку XX століття. — К.: Арій, 2012 (у співавт.);
- Велика війна 1914—1918 рр. і Україна. У 2-х кн. — Кн. 1: Історичні нариси. — К.: ТОВ «Видавництво „КЛІО“», 2014. — (упорядник та автор декількох розділів)
- Реєнт О., Гуржій О., Шапошнікова Н. Нариси з історії розвитку виробничих відносин і торгівлі в Україні (друга половина XVII–початок ХХ ст.). Київ: Інститут історії України НАН України, 2018. 365 с.[2]
- Від мурів до бульварів: творення модерного міста в Україні (кінець XVIII –початок XX ст.) / Ред. кол.: В. А. Смолій (голова), О. П. Реєнт (відп. ред.), В. С. Шандра (наук. ред.), В. В. Шевченко (заст. відп. ред.), О. І. Гуржій, В. І. Милько (відп. секретар), та інші[3]
- Соціально-економічні та політичні трансформації в Україні (кінець XVIII — перші десятиліття XX століття): нариси. У 2-х кн. Кн.1. К., 2021.Кн. 1. Інститут історії України НАН України. 845 с.
- Соціально-економічні та політичні трансформації в Україні (кінець XVIII — перші десятиліття XX століття): нариси. У 2-х кн. Кн.2. К., 2021.Кн. 2. Інститут історії України НАН України. 818 с.

Брав учать у підготовці колективних праць:
- «Історія Української РСР» (т.5, 1977),
- «Реабілітовані історією» (з 1992),
- «Малий словник історії України» (1997),
- «Україна крізь віки» (1999),
- «Безсмертя: Книга Пам'яті України: 1941—1945» (2000),
- «Військове будівництво в Україні у XX ст.» (2001),
- «Нариси з історії дипломатії України» (2001),
- «Україна утвердження незалежної держави (1991—2001)» (2001),
- «Уряди України у XX ст.» (2001),
- «Нариси історії професійних спілок України» (2002),
- «Енциклопедія історії України» (із 2003),
- «Історія українського селянства» (2006),
- «Економічна історія України» (2011) та інших.

Під науковим керівництвом Олександра Петровича Реєнта захистили кандидатські та докторські дисертації понад 100 науковців
Диплом кандидата історичних наук отримали:
- Янишин Богдан Михайлович (2003)

Диплом доктора історичних наук отримали:
- Савченко Віктор Анатолійович (2017)
- Скрипник Анатолій Юрійович (2017)

## Нагороди та відзнаки
Має почесні звання:
- відмінника освіти України (1996),
- заслуженого діяча науки й техніки України (1997),
- «Зірка української журналістики» (присвоєне секретаріатом Національної спілки журналістів України, 2006),
- «Почесний краєзнавець України» (присвоєне рішенням Правління Національної спілки краєзнавців України, 2016)

Є лауреатом:
- премії ім. М. І. Костомарова НАН України (1997),
- державної премії України в галузі науки й техніки (2001),
- премії Національної спілки краєзнавців України імені Дмитра Яворницького (2008)

Нагороди:
- Грамота Верховної Ради України «За заслуги перед українським народом» (2005),
- Орден «За заслуги» III ступеня (2006),
- Орден Святого Рівноапостольного князя Володимира Великого ІІІ (2006), ІІ (2011), І (2014) ступенів,
- Орден Христа Спасителя (2006),
- Почесна Грамота Верховної Ради України «За особливі заслуги перед Українським народом» (2008),
- Орден «За заслуги» II ступеня[2] (2013),
- Орден «За заслуги» І ступеня[3] (2019).